# Route 4 (Alberta)
Pour les articles homonymes, voir Route 4.
La Route 4 est une route de 103 km (64 mi) dans le sud de l'Alberta qui relie l'I-15 au Montana (États-Unis) à l'AB-3 à Lethbridge. La route a été nommée en 1999 comme la First Special Service Force Memorial Highway en honneur aux soldats d'élite qui ont voyagé à Helena, au Montana, pour s'entraîner avant la Seconde Guerre mondiale. La route continue aux États-Unis en conservant ce nom.
La route débute à Coutts au poste-frontière le plus achalandé d'Alberta. Elle se dirige vers le nord dans les collines du sud de la province. Elle contourne Milk River, Warner et Stirling avant d'atteindre Lethbridge où elle devient 43 Street et prend fin à l'intersection avec la route 3 (Route Crowsnest) dans l'est de la ville. En 1995, elle a été intégrée dans le corridor CANAMEX qui relie le Canada au Mexique via les États-Unis.

## Description du tracé

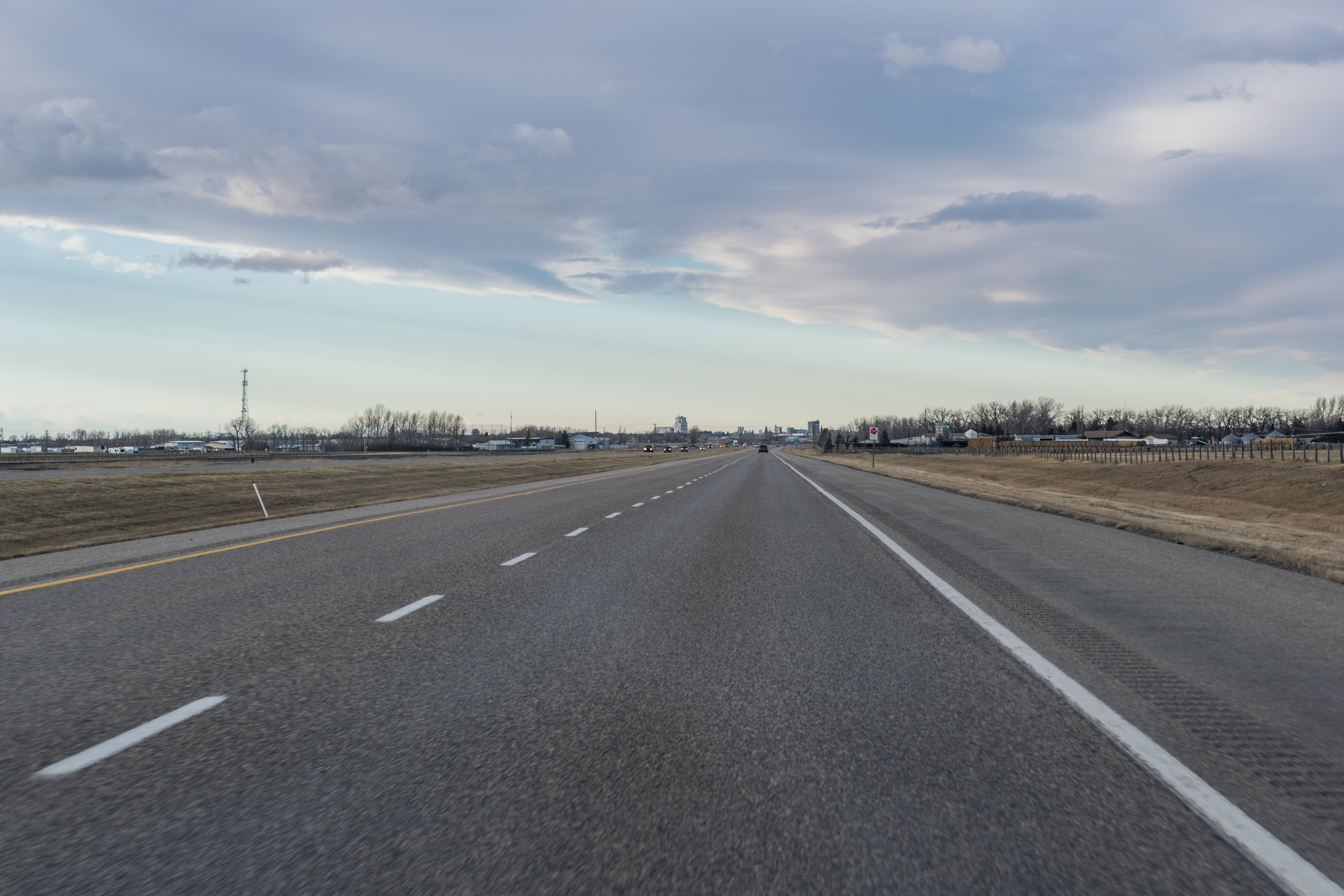
Route 4 nord, 2 km au sud-est de Lethbridge

Route centrale du réseau routier national, la route 4 est identifiée comme un corridor international majeur. Elle est une route à quatre voies divisées construite parallèlement au réseau ferroviaire du Canadien Pacifique. En dehors des agglomérations de Lethbridge et de Coutts, la vitesse maximale sur la route est de 110 km/h (68 mph), comme pour la plupart des autres routes à chaussées divisées d'Alberta.
L'I-15 devient la route 4 alors qu'elle traverse la frontière internationale entre le Montana et l'Alberta à Coutts, le seul poste-frontière entre le Montana et l'Alberta qui est ouvert 24 heures par jour toute l'année. La route se dirige vers le nord en longeant le chemin de fer jusqu'à l'intersection avec l'AB-501 laquelle mène à Del Bonita. Les deux routes forment un multiplex vers le nord et traversent Milk River. La route 4 continue ensuite vers le nord et contourne la ville.
La route 4 poursuit son trajet sur 16 km (9,9 mi) vers le nord jusqu'à Warner, qu'elle contourne par l'est. À Warner, la route 4 rencontre le terminus sud de la route 36. La route 4 continue alors en bifurquant vers le nord-ouest. Elle passe par New Dayton, Stirling, Wilson et Stewart avant d'atteindre la limite sud-est de Lethbridge. Elle y devient 24 Avenue S jusqu'à l'intersection avec 43 Street S, qu'elle emprunte vers le nord jusqu'à l'intersection avec la route 3, où elle prend fin.

## Intersections majeures
| Municipalité rurale / spécialisée             | Ville               | km     | Destinations                                                              | Notes                                                                   |
| --------------------------------------------- | ------------------- | ------ | ------------------------------------------------------------------------- | ----------------------------------------------------------------------- |
| Comté de Warner No 5                          | Coutts              | 0,00   | I-15 sud – Great Falls                                                    | Continue au Montana                                                     |
| Comté de Warner No 5                          | Coutts              | 0,00   | Frontière canado-américaine                                               |                                                                         |
| Comté de Warner No 5                          | Coutts              | 1,30   | AB-500 est                                                                | Terminus ouest de l'AB-500                                              |
| Comté de Warner No 5                          |                     | 16,10  | AB-501 ouest – Del Bonita                                                 | Terminus sud du multiplex avec l'AB-501                                 |
| Comté de Warner No 5                          | Milk River          | 19,20  | AB-501 est – Parc provincial Writing-on-Stone                             | Terminus nord du multiplex avec l'AB-501                                |
| Comté de Warner No 5                          | Warner              | 37,80  | AB-36 nord vers AB-504 est – Taber, Brooks                                | Terminus sud de l'AB-36                                                 |
| Comté de Warner No 5                          |                     | 46,20  | AB-506 ouest – Del Bonita                                                 | Terminus est de l'AB-506                                                |
| Comté de Warner No 5                          |                     | 65,80  | AB-52 ouest – Raymond, Magrath                                            | Terminus est de l'AB-52                                                 |
| Comté de Warner No 5                          | Stirling            | 74,20  | AB-61 est (Red Coat Trail) – Foremost AB-846 sud (1st Street)             | Terminus ouest de l'AB-61; Terminus nord de l'AB-846                    |
| Comté de Lethbridge                           |                     | 86,40  | AB-845 – Raymond, Coaldale                                                |                                                                         |
| Comté de Lethbridge                           |                     | 88,80  | AB-508 ouest – Aéroport de Lethbridge                                     | Terminus est de l'AB-508                                                |
| Ville de Lethbridge                           | Ville de Lethbridge | 99,50  | 24 Avenue S vers AB-5 sud – Cardston, Waterton Park                       |                                                                         |
| Ville de Lethbridge                           | Ville de Lethbridge | 102,70 | AB-512 est (1 Avenue S)                                                   | Terminus ouest de l'AB-512                                              |
| Ville de Lethbridge                           | Ville de Lethbridge | 103,40 | AB-3 – Centre-ville, Fort Macleod, Calgary, Coaldale, Taber, Medicine Hat | Corridor CANAMEX suit l'AB-3 ouest; la route continue comme 43 Street N |
| Ville de Lethbridge                           | Ville de Lethbridge | 103,40 | 43 Street N                                                               | Corridor CANAMEX suit l'AB-3 ouest; la route continue comme 43 Street N |
| - Terminus de multiplex - Transition de route |                     |        |                                                                           |                                                                         |